# Явдокимівський
Явдоки́мівський заказник — ентомологічний заказник місцевого значення в Україні. Розташований на території Новоукраїнського району Кіровоградської області, на південно-східній околиці міста Новоукраїнка. 
Площа 4,3 га. Статус присвоєно згідно з рішенням Кіровоградської обласної ради № 214 від 17.12.1993 року. Перебуває у віданні: Новоукраїнська районна державна адміністрація. 
Статус присвоєно для збереження ділянки схилу долини річки Чорний Ташлик зі степовою рослинністю та виходами гранітів у вигляді мальовничих скель. Місце мешкання кількох видів джмелів і диких бджіл, а також турунів та інших видів жуків.